# 笹瀬橋

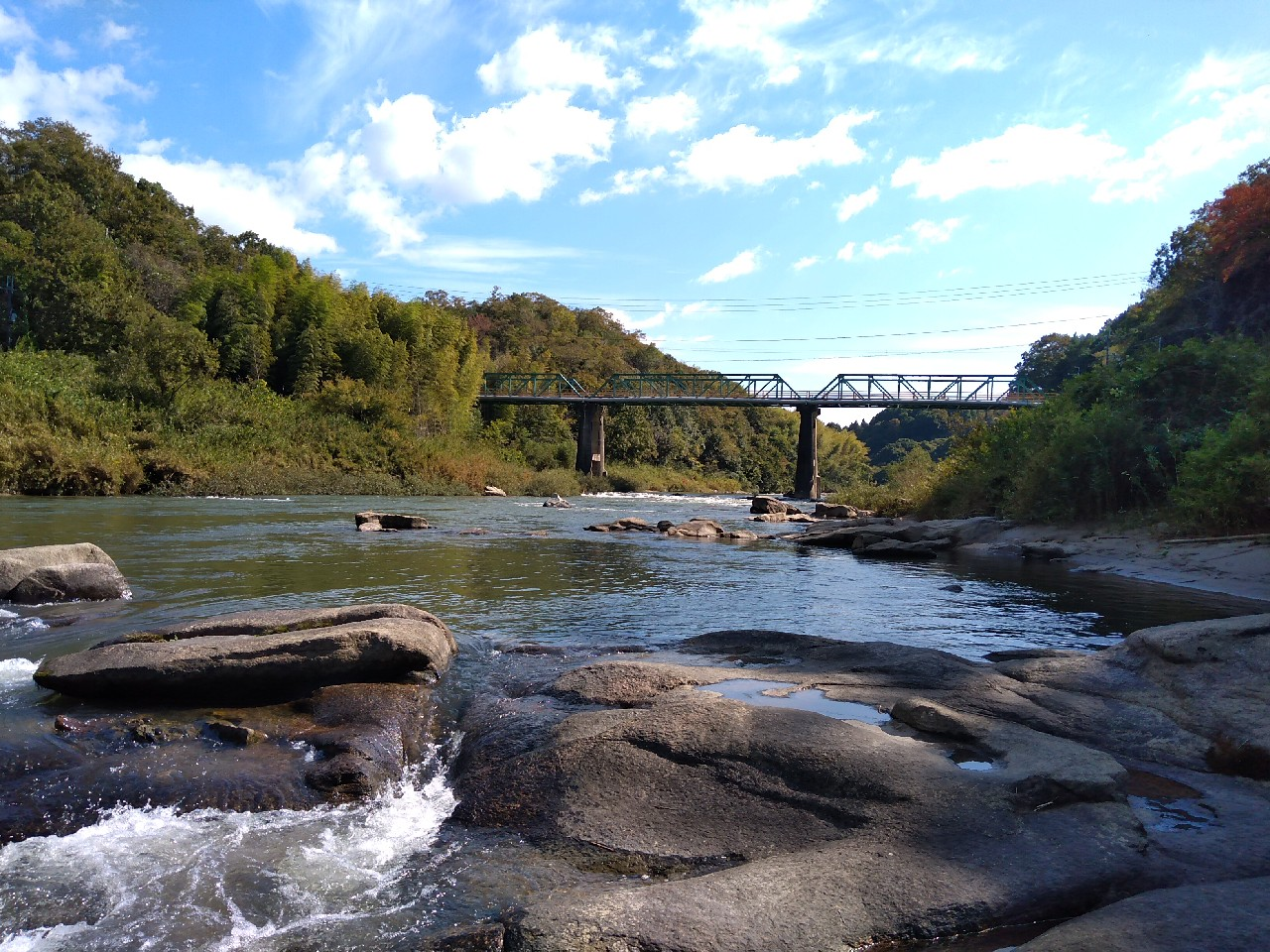
笹瀬橋下流側より

笹瀬橋（ささせばし）は、京都府南山城村の奈良県道・京都府道753号月ヶ瀬今山線上にある木津川に架かるトラス橋である。

## 概要
木津川と名張川の合流地点より上流約1キロ地点に位置する、京都府建造の橋。トラスは飯野重工株式会社製。合流地点より上流は「伊賀川」とも呼ばれ、橋の親柱には伊賀川と刻まれている。

## 歴史
架橋前には渡しがあった。『伊州上野長田川筋城州笠置迄川絵図』（文化8年（1811年））には、渡しが描かれている。
笹瀬橋は、1907年に初めて架橋された。同年8月の水害により墜落したが再び架橋した。1953年に発生した台風第13号によって流出し、応急措置として渡し舟やつり橋でしのがれた。1955年から架橋工事が始まり、被災から3年目となる1956年に竣工した。